# Don Wilkerson
Donald A. „Don“ Wilkerson (* 6. Juli 1932 in Mareauville, Louisiana; † 18. Juli 1986 in Houston, Texas) war ein amerikanischer R&B- und Jazzmusiker.

## Werdegang
Seine formale musikalische Ausbildung erhielt er in Shreveport, Louisiana und Houston, Texas. Er begann während der Highschool auf dem Altsaxophon und machte sein professionelles Debüt in Daytona, Texas. 1948 spielte er mit Amos Milburn, Milt Larkin und T-Bone Walker, arbeitete von 1948 bis 49 in Los Angeles mit Charles Brown und jammte unter anderem mit Dexter Gordon, Wardell Gray und Sonny Clark. Im Sommer 1954 heuerte er als Tenorsaxophonist bei Ray Charles an und hatte bemerkenswerte Soloauftritte in I Got A Woman, Come Back Baby, This Little Girl Of Mine und Hallelujah. 1982 reiste der Musiker, der seine letzten Jahrzehnte im Südwesten der USA aktiv war, nach New York, um dort auf B.B. Kings Album B. B. King in Blues 'n' Jazz zu spielen.
Insgesamt spielte er vier Alben unter eigenem Namen ein, zunächst im Mai 1960 Don Wilkerson auf Riverside RLP 332 (mit Nat Adderley, Barry Harris, Leroy Vinnegar, Billy Higgins). Zwischen Mai 1962 und Juli 1963 nahm er drei bemerkenswerte Alben für Blue Note Records auf.
Als Musiker, die ihn beeinflusst haben, nannte er die Tenorsaxophonisten Illinois Jacquet, Arnett Cobb, Gene Ammons, Paul Gonsalves und Sonny Rollins sowie die Altisten Charlie Parker und Johnny Hodges, aber ganz besonders Sonny Stitt und Ike Quebec (der ihn auch dem Plattenlabel Blue Note Records empfohlen hatte). Don Wilkerson kann auf Grund seiner tiefen Wurzeln in Blues und Soul unter die so genannten „Texas-Tenors“ eingereiht werden.

## Diskographische Hinweise
- Don Wilkerson, LP 332, mit Nat Adderley, Barry Harris, Leroy Vinnegar, Billy Higgins (1960)
- Elder Don, Blue Note 4121, mit Grant Green (g), John Acea (p), Lloyd Trotman (b), Willie Bobo (dr) (1962)
- Preach Brother!, Blue Note 4107, mit Sonny Clark (p), Grant Green (g), Butch Warren (b), Billy Higgins (dr) (1962)
- Shoutin’, Blue Note 4145, mit Grant Green (g), John Patton (org), Ben Dixon (dr) (1963)

## Nachschlagewerke
- Don Wilkerson bei The Handbook of Texas Online (englisch)